# Ventry
Ventry (en irlandés Ceann Trá) una anglicanización de Fionntrá es una población Gaeltacht ubicada en el Condado de Kerry, Irlanda. Se encuentra situada en la Península de Dingle, a 7 kilómetros al oeste de Dingle. Antiguamente el pueblo de Ventry tuvo el puerto de mayor importancia de la zona; debido a su larga playa de arena Ventry es un destino turístico muy popular.

## Geografía
A seis kilómetros al oeste de Ventry están las ruinas del Dunbeg Fort (An Dun Beag), un promontorio de la Edad de Hierro que contiene una fortaleza en el borde de un acantilado. Cerca Dunbeg está Kilvickadownig, el hogar de otras ruinas arqueológicas, incluyendo ejemplos de casas colmena y la tumba de Caol (o Cháil Mic Crimthainn), el último en morir en la batalla de Ventry en los mitos del Ciclo feniano.

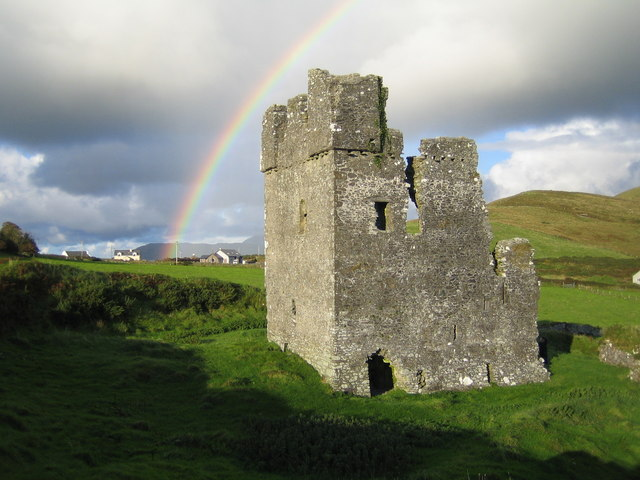
El Castillo Rahinnane.

Un sitio de interés en las cercanías es el Castillo de Rahinnane que fue la residencia del Caballero de Kerry, quién vivió allí hasta los tiempos de Cromwell. Se contruyó el castillo en el sitio de un antiguo ringfort. Se construyó el fuerte circular y se añadió una segunda construcción con paredes de seis metros (20 pies), dando la impresión de que pudo haber un foso, aunque no lo hubo. El castillo Rahinnane conserva sus pequeñas y estrechas escaleras de piedra, por las que se puede subir de la primera a la segunda planta.

### Bahía de Ventry

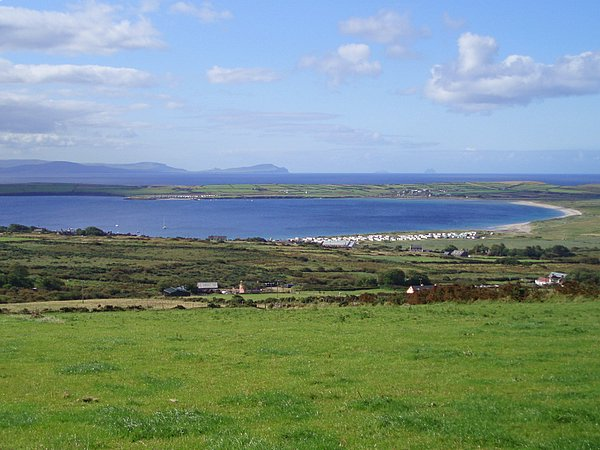
Puerto de Ventry, la playa y el resort.

La bahía o puerto es adecuado para barcos de vela y pesca. El 4 de octubre de 1939, un submarino alemán U-35 entró en la Bahía de Ventry y dejó veintiocho marineros griegos del MV Diamantis. Su barco había sido torpedeado por un submarino. El evento se conmemoró con una placa en octubre de 2009. Entre los invitados estuvieron el embajador alemán Dr. Busso von Alvensleben y el alcalde de las Islas Oinousses en el Egeo, Evangelos Elias Angelakos que dio a conocer el monumento de piedra y los miembros de la comunidad naviera griega de Londres.